# 兒玉圭司
児玉 圭司（こだま けいじ　1935年1月27日 – ）は、日本の実業家、卓球選手・指導者。株式会社スヴェンソン 代表取締役会長。
日本学生卓球連盟名誉会長、関東学生卓球連盟顧問、公益財団法人日本卓球協会顧問、学校法人明治大学顧問、明治大学駿台体育会（43部）名誉会長、明治大学体育会卓球部名誉総監督。

## 略歴
1935年、東京都中央区八重洲（日本橋呉服橋）にて出生。
小学4年生の時に東松山市に集団疎開。3月10日東京大空襲で実家が全焼し京橋区に移住するも、5月25日山の手大空襲で再び被災。戦後は大学まで新橋で過ごす。
スポーツ万能で、新制中学1期生であった北芝中学校時代には様々な競技で地域大会に参加した。中学三年生の時に、同校舎を共有していた高校の女子学生に影響を受けて卓球を始める。中学時代は主に卓球場で腕を磨き、その後も引退までコーチの指導は受けていない。
東京都立城南高等学校に入学し、卓球部に所属。2年次に全日本ジュニア選手権東京都代表、3年次に国体代表に選ばれる。
明治大学3年次に世界卓球選手権日本代表。1957年、明治大学経営学部を卒業。
1958年、兄と共にエレベーター・立体駐車場メーカーのダイコーを設立。
1960年頃、明大卓球部監督に就任、1961年頃、関東学生卓球連盟理事長に就任。
1965年、世界卓球選手権大会（ユーゴスラビア大会）日本代表監督就任。
ドイツのスヴェンソン・インターナショナルと提携して、スヴェンソンを1984年2月3日設立。1985年9月代表取締役社長に就任。1992年、カーリン・インターナショナルGmbH（ドイツ・シュツットガルト）代表取締役に就任。他、スヴェンソン・グループ企業8社の社主なども務める。2015年10月1日より代表取締役会長に就任。
2017年10月30日、日本卓球協会に4000万円、日本学生卓球連盟に1000万円を寄付することが判明。
2023年、旭日双光章受章。
日本の卓球界の発展において、中心的な役割りを果たし、明治大学体育会卓球部監督、日本学生卓球連盟会長、日本代表選手団監督などを務めた。

## 大会出場歴
選手
- 1956年　第23回世界卓球選手権日本代表（田中利明に破れベスト16[1]）

監督
- 1965年　第28回世界卓球選手権日本代表選手団監督
- 1972年　第1回アジア卓球選手権日本代表選手団監督
- 1973年　第32回世界卓球選手権日本代表選手団監督
- 1974年　第2回アジア卓球選手権日本代表選手団総監督兼監督
- 1975年　第33回世界卓球選手権日本代表選手団総監督兼監督

## 主な著書
- 「顧客定着率97.5％　社長と社員がやっていること」（2004年、日本音楽熟成協会）
- 「強い自分をつくる法」（2011年、東洋経済新報社）
- 「1日1話 自分を強くする 成功の教科書 365」（2021年、飛鳥新社）

## 参考
- 日本経営合理化協会